# Cirsium caput-medusae
Cirsium caput-medusae là một loài thực vật có hoa trong họ Cúc. Loài này được Sommier & Levier mô tả khoa học đầu tiên năm 1895.